# Stoel

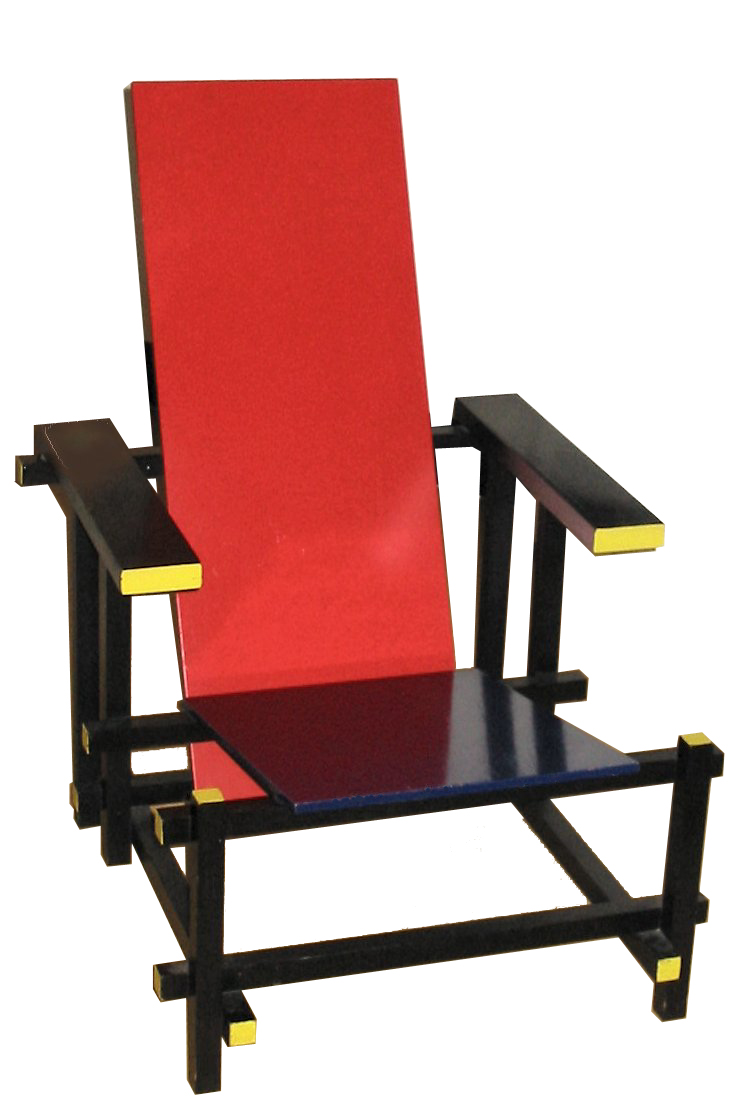
Rood-blauwe stoel ontworpen door Gerrit Rietveld

Een stoel is een zitmeubel met een rugleuning en soms armsteunen voor één persoon. Bij een kruk ontbreekt deze rugleuning. Een zetel is een fauteuil of een deftig woord voor stoel. De begrippen kunnen ook overdrachtelijk worden gebruikt, zoals: 'Hij heeft een zetel in de Kamer' en 'Heilige Stoel'.
In zijn eenvoudigste vorm bestaat een stoel uit één of meer poten, een plateau om op te zitten, en een rugleuning voor een steun in de rug (en bij een stoel met één of twee poten dwarsstukken of een plateau onderaan). Soms zijn er armleggers waarop de armen of ellebogen kunnen rusten.

## Geschiedenis
De stoel behoort tot de oudste meubelstukken ter wereld. Eeuwenlang was het echter meer een symbool van status en waardigheid dan gewoon een alledaags voorwerp. Onder andere de titel “de stoel” in het House of Commons van het Verenigd Koninkrijk herinnert nog aan deze oude status.
In het Oude Egypte waren stoelen vooral voor de rijken. Ze werden vaak gemaakt van dure materialen zoals ivoor of gebogen en verguld hout. De stoelen werden ook vaak versierd met afbeeldingen en ornamenten.  In het oude Griekenland werden reeds in de zesde eeuw voor Christus stoelen gemaakt. Tijdens de Tang-dynastie deden in China de eerste stoelen hun intrede bij de rijke elite, maar het meubel drong al snel door tot andere lagen van de bevolking. Rond de 12e eeuw was de stoel daar een alledaags voorwerp geworden. In Europa duurde het tot de 16e eeuw voordat de stoel meer voet aan de grond kreeg in doorsnee huishoudens. Vooral de renaissance maakte dat de stoel minder een statussymbool en meer een alledaags gebruiksvoorwerp werd.
In de 20e eeuw kwam de ontwikkeling van de stoel in een stroomversnelling. Zo deden nieuwe modellen zoals de klapstoel en de slaapstoel hun intrede. Stoelen werden ook steeds meer gemaakt voor specifieke doeleinden, zoals in kantoorruimtes. Aanvankelijk werden stoelen in kleine series gemaakt door ambachtelijke meubelmakers en stoelenmatters maar tegenwoordig gebeurt de productie veel vaker industrieel door grote meubelfabrikanten. Meubelontwerp is aan mode onderhevig en daarom zijn er bij historische stoelen vaak bepaalde stijlperiodes aan te wijzen, zoals rococo, neoclassicisme, biedermeier en art deco.
In de 20e eeuw werd meubel- en stoelontwerp een onderafdeling van de industriële vormgeving.

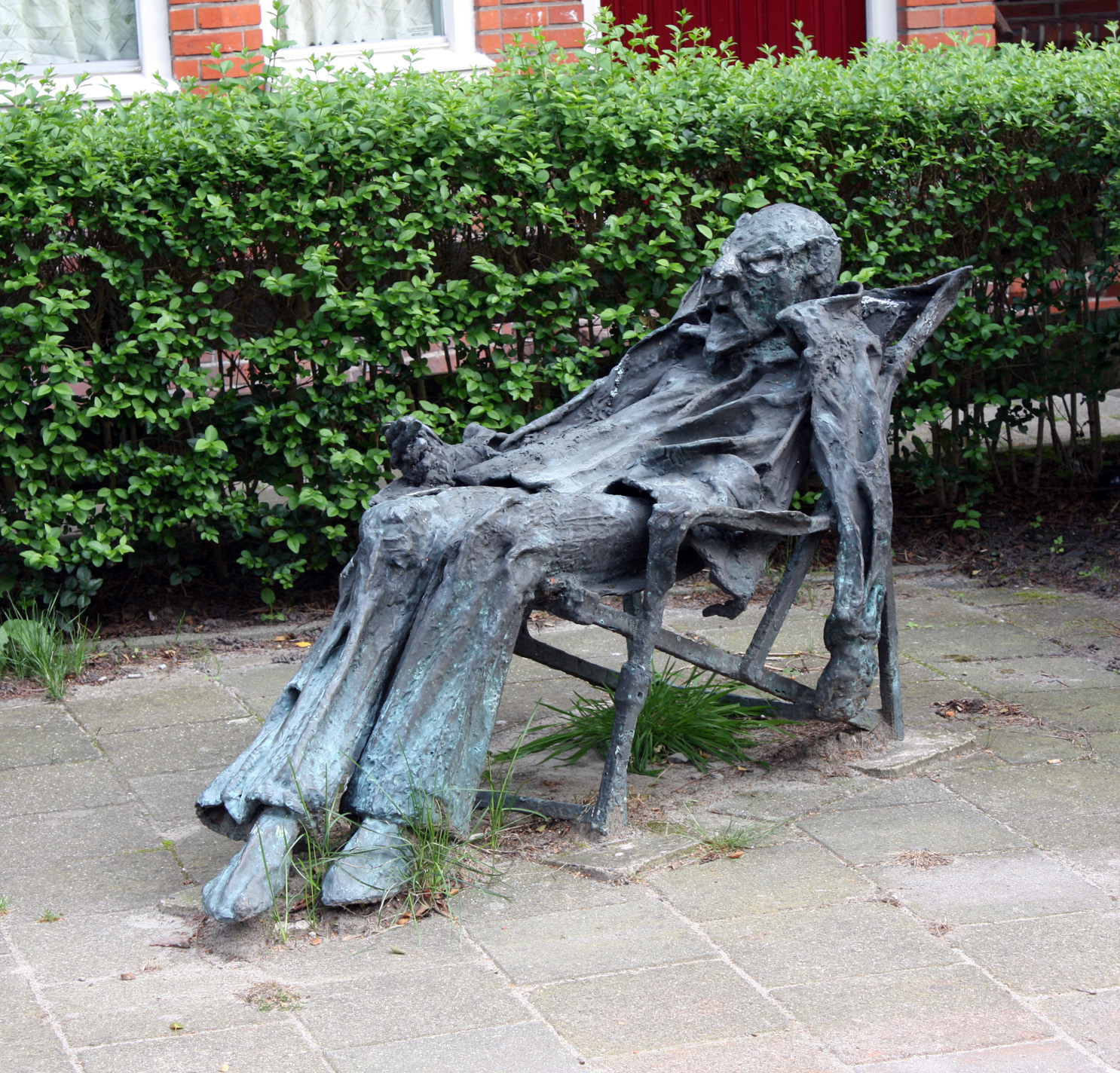
Kunstwerk Man in ligstoel (Hans Mes, 1984)
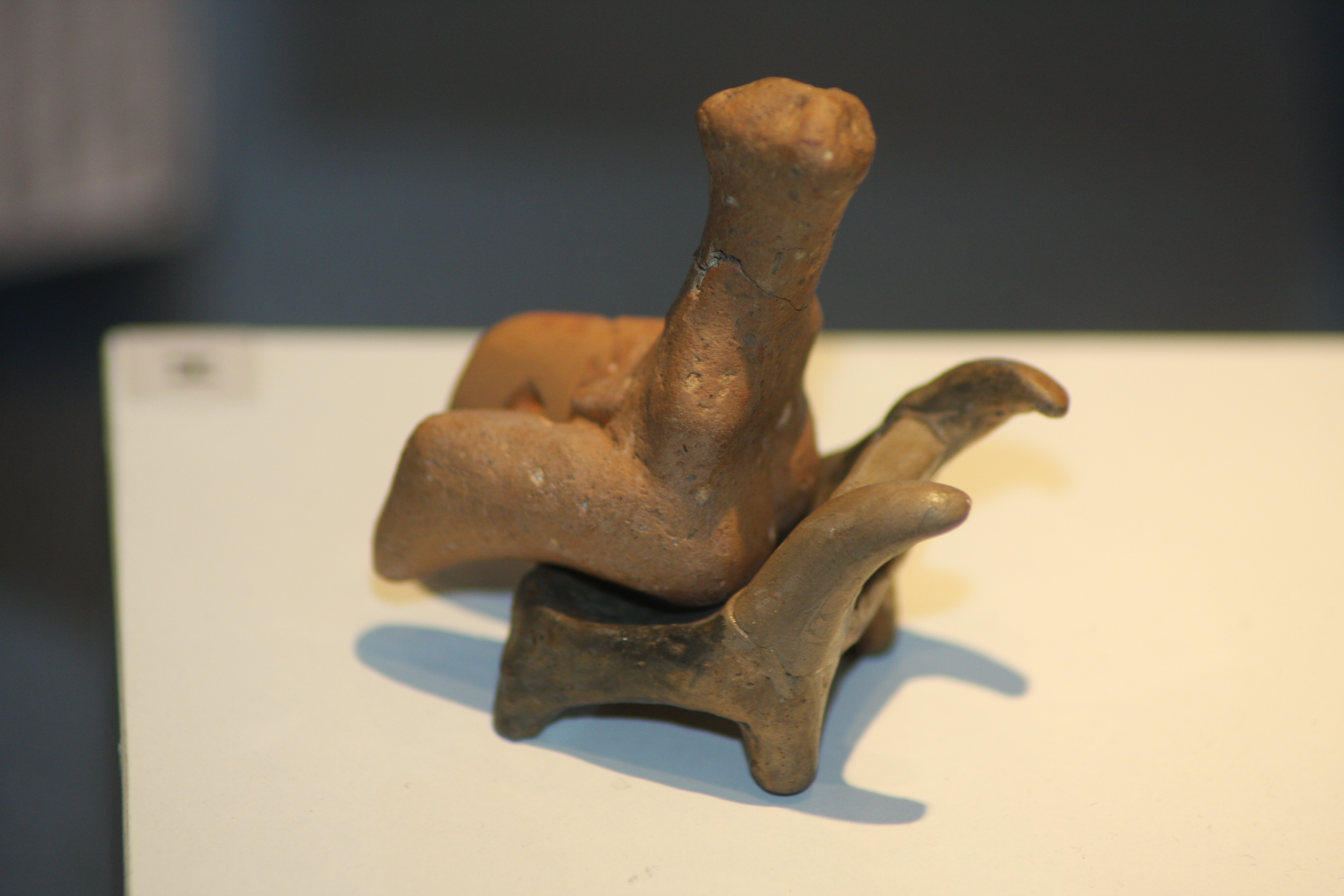
Kleimodel van een Europese stoel uit 4750-4600 voor Christus
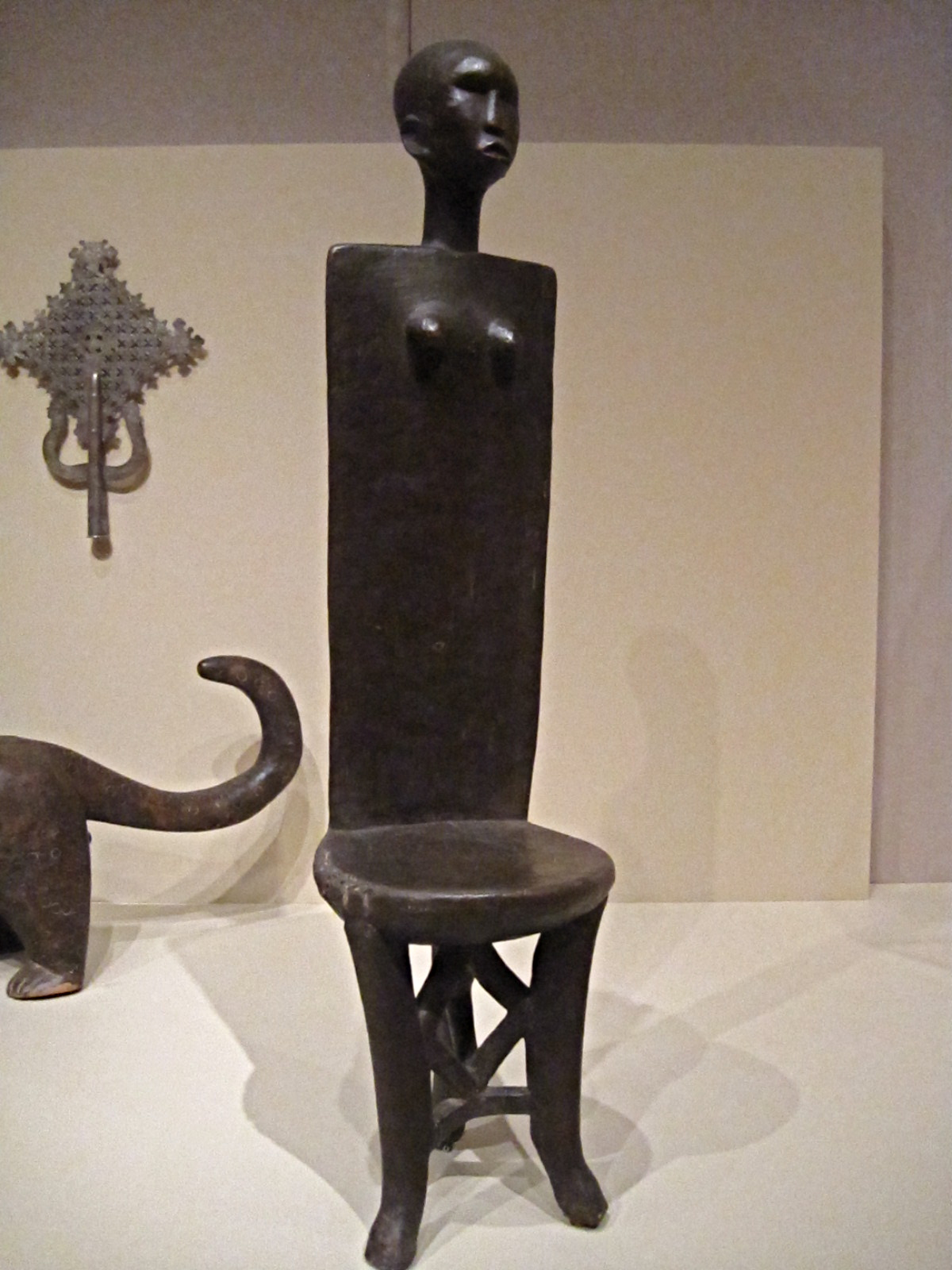
Houten stoel uit Tanzania
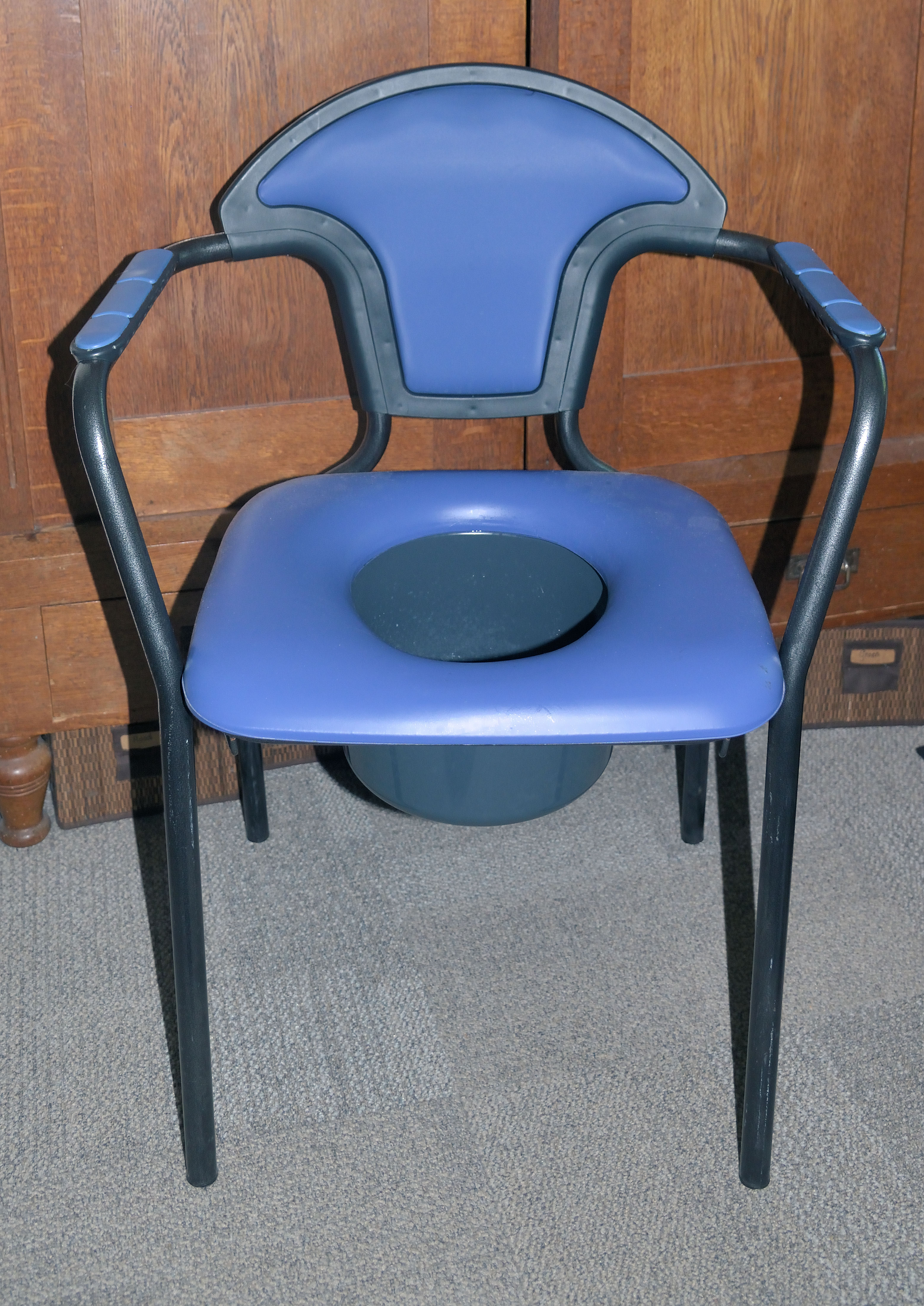
Toiletstoel of postoel

## Soorten

### Huiselijk gebruik
- Bureaustoel (draaistoel)
- Chaise longue,
- Clubstoel, kuipstoel. (zie ook zitzak)
- Eetkamerstoel, keukenstoel, kantinestoel, restaurantstoel
- Fauteuil (verbastering van het Frankische: faldi-stōl; vouw-stoel)[1]
- Jaloerse stoel (Suriname)

### Buitenrecreatie
- Adirondackstoel
- Strandstoel, ligstoel
- Schommelstoel
- Tuinstoel
- Vouwstoel, campingstoel

### Behandelkamer
- Massagestoel
- Tandartsstoel

### Ceremoniële stoelen
- Biechtstoel
- Bisschopszetel of cathedra
- Draagstoel
- Faldistorium
- Kerkstoel, bidstoel, knielbank
- Scheidsrechtersstoel
- Sessiestoelen of sedilia
- Troon (ceremoniële zetel voor een monarch)
- Voorzittersstoel

### Hulpstoelen
- Douchestoel en badstoel
- Toiletstoel
- Rolstoel
- Sta-op-stoel
- Trippelstoel

### In voer-, vaar- en vliegtuigen
- Autostoel
- klapstoel
- Vliegtuigstoel
- Scheepsstoel

### Strafstoelen
- Elektrische stoel
- Schandstoel en  schopstoel

### Overige stoelen
- Caquetoire ('praatstoel')
- Kakstoel en privaat
- Klismos (uit de Griekse oudheid)
- Schemel (sgabello)
- Windsorstoel